# Koidula-museum
Het Koidula-museum is een museumwoning in de Estse stad Pärnu.
Het museum is gewijd aan het leven en werk van Lydia Koidula, een prominente dichteres en publiciste uit Estland tijdens de nationale ontwaking. Het bevindt zich in het huis waar Koidula haar jeugd doorbracht, van 1850 tot 1863, bekend als het Pärnu Ülejõe Schoolhuis. Hier werkte haar vader, Johann Voldemar Jannsen, die als vader van de Estse journalistiek bekend staat, als schoolmeester. Het museum wordt beheert door het Pärnu-museum.
Pärnu-museum · Koidula-museum · Rode toren